# Joanis Chrisafis
Joanis Chrisafis, gr. Ιωάννης Χρυσάφης (ur. 1873, zm. 12 października 1932) – grecki gimnastyk, zdobywca brązowego medalu na Igrzyskach Olimpijskich w 1896 roku w Atenach.
Zdobył brązowy medal w drużynowych ćwiczeniach na drążku.